# Werner Schreer

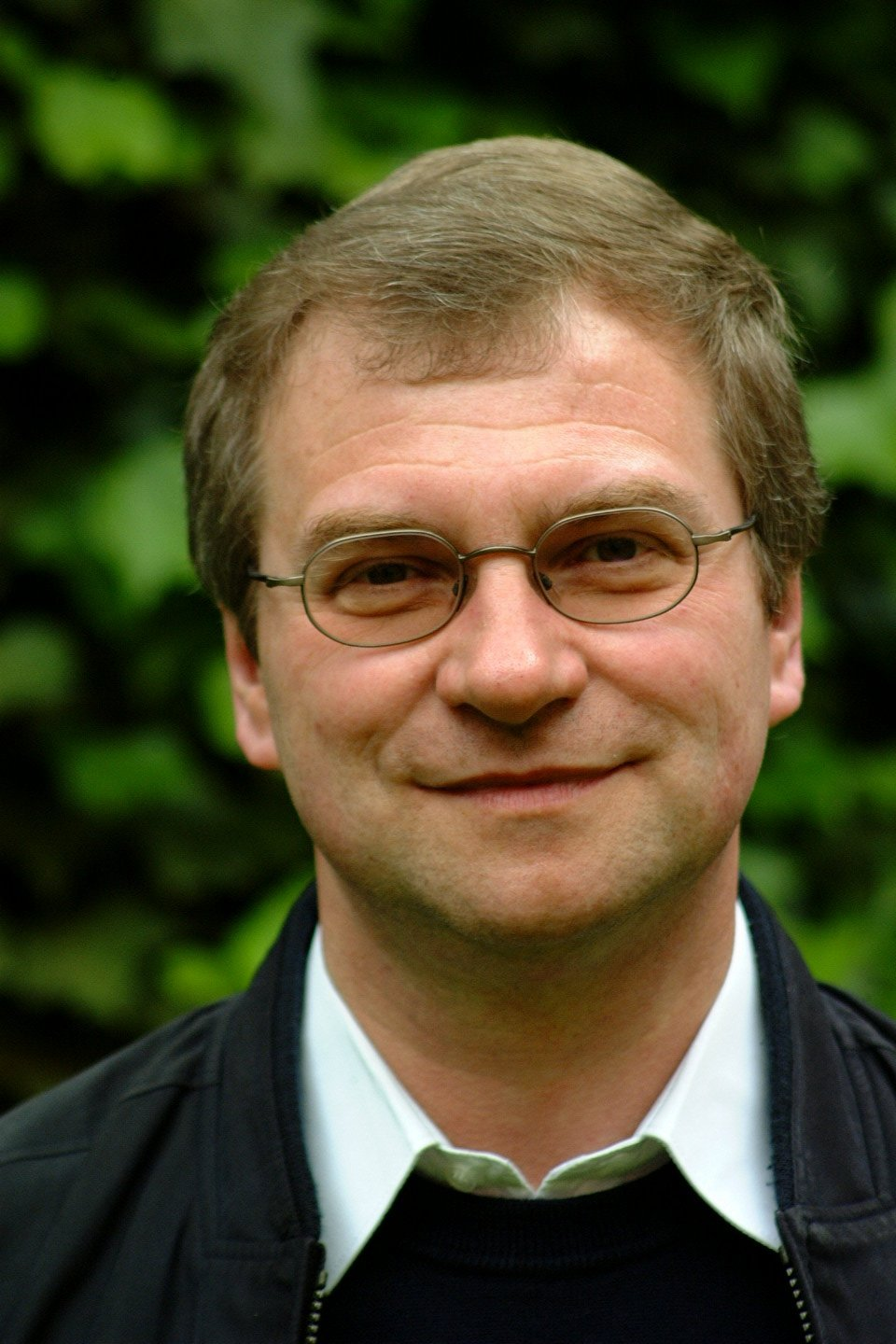
Werner Schreer (2009)

Werner Schreer (* 12. Mai 1957 in Einbeck) ist ein römisch-katholischer Geistlicher und ehemaliger Generalvikar im Bistum Hildesheim.
Schreer wurde nach dem Theologiestudium in Münster und Würzburg am 5. Juni 1982 durch Bischof Heinrich Maria Janssen zum Priester geweiht. Zunächst war er Kaplan an den Bremer Kirchen St. Marien und Hl. Kreuz. Ab 1985 setzte er seine wissenschaftliche Arbeit in Tübingen fort und promovierte bei Walter Kasper zum Dr. theol. 1990 berief ihn Bischof Josef Homeyer zum Bischöflichen Kaplan. Gleichzeitig war er Subregens des Hildesheimer Priesterseminars und arbeitete in der Pfarrei St. Mauritius mit. 1996 wurde er Leiter der neu gegründeten diözesanen Arbeitsstelle für pastorale Fortbildung und Beratung und Pfarrer in der Hildesheimer Kirchengemeinde Guter Hirt.
Am 1. September 2006 ernannte Bischof Norbert Trelle Schreer als Nachfolger von Karl Bernert zum Generalvikar. Im selben Jahr wurde er Mitglied des Domkapitels. 2009 verlieh ihm Papst Benedikt XVI. den Ehrentitel Prälat. Aus gesundheitlichen Gründen entpflichtete ihn Bischof Trelle zum 30. September 2016 als Generalvikar und ernannte Heinz-Günter Bongartz zu seinem Nachfolger. Nach mehrjähriger Krankheit wurde er Anfang November 2021 in den Ruhestand versetzt.